# Пьяцци Смит, Чарлз
Чарлз Пья́цци Смит (англ. Charles Piazzi Smyth, 3 января 1819 — 21 февраля 1900) — английский астроном, известный своей теорией астрономических свойств пирамиды Хеопса.
Сын английского адмирала и астронома Уильяма Генри Смита (1788—1865). Вторую фамилию получил при крещении от крёстного отца, итальянского астронома Джузеппе Пьяцци (1746—1826).

## Биография
В 1835 году поступил ассистентом в обсерваторию на мысе Доброй Надежды. В 1845 году назначен королевским астрономом Шотландии и профессором Эдинбургского университета. Наблюдения, выполненные Смитом на меридианном круге и других инструментах, напечатаны в анналах обсерватории Эдинбурга.
Организовал несколько научных экспедиций: в Норвегию для наблюдения затмения Солнца, на Тенериф для изучения условий горных обсерваторий. Подробные отчёты напечатаны в виде отдельных книг. В 1859 году путешествовал по России; издал «Three Cities in Russia» в 2-х томах (Петербург, Москва, Новгород; том 1, т. 2). Затем Смит провёл несколько лет в Египте, увлекаясь различными исследованиями над устройством и ориентировкой больших пирамид. Мистическое толкование этих памятников, изложенное им в монографиях — «Our inheritance in the Great Pyramid», «Life and work in the great Pyramid», «On the antiquity of intellectual Man» (1864—68), послужило причиной разрыва со многими учёными и выходу Смита из состава Лондонского королевского общества (1874). Основательной критике взгляды Смита подверг египтолог Флиндерс Питри, изначально бывший сторонником его теорий.
Затем он посвятил себя спектральным исследованиям и написал целый ряд ценных мемуаров. Известна также работа Смита по измерению лучистой теплоты Луны. В 1888 году Смит вышел в отставку, поселился в деревне Шероу близ Рипона в Йоркшире, где и умер.
Его отец, адмирал Уильям Генри Смит (1788—1865), известен как автор многих популярных книг по астрономии. Наиболее ценна «A cycle of celestial objects» (2 т., 1844).
Смит умер в 1900 году и был похоронен в церкви Святого Иоанна в деревне Шаров недалеко от Рипона. Его могилу отмечает небольшой каменный памятник в форме пирамиды, увенчанный христианским крестом.

## Фотография
Смит стал первым, кто запечатлел на фото Африканский континент. Начав со снимков растений, уже к 1843 году он научился делать высококачественные фотографии, сохранившиеся до наших дней: на них изображены люди и здания, в том числе наблюдательная станция на мысе Доброй Надежды.

## Память
В его честь назван кратер на Луне.